# 旅人よ 〜The Longest Journey
「旅人よ 〜The Longest Journey」（たびびとよ ザ・ロンゲスト・ジャーニー）は、1996年9月21日に発売された爆風スランプ29枚目のシングル。

## 概要
日本テレビ系バラエティ番組『進め!電波少年』企画「猿岩石ユーラシア大陸横断ヒッチハイク」の応援歌として制作。同番組演出・プロデューサー土屋敏男によれば、企画開始から1か月後の頃、猿岩石のテーマソングが欲しいと考えていたところへ爆風スランプの方から「猿岩石がすごく好き」と話があり土屋が歌の制作を持ちかけたところ「作りたい」と快諾され制作が決定、更に猿岩石が当時旅をしていたインドまで爆風スランプが歌を届けに行く企画まで発展した。サンプラザ中野くんによれば、元々は曲を作るプランは無くただ「応援に行ってくれ」と言われたが、それまでの放送のVTRを観させてもらったところ感動し、応援歌を作るという流れになったという。中野くんは「爆風スランプの中では（『Runner』よりも）この曲が真の応援歌」であると話している。収録アルバム『怪物くん』初回限定生産盤に8cmCD「旅人よ～ロイヤルフィルハーモニックオーケストラバージョン」が収載。尚、「電波少年」での初披露時代には「The Longest Journey」のサブタイトルはついておらず、番組では「旅人よ(仮)」や、「旅人よ(36)」と紹介されていた。番組で演奏されたときと実際に発売になった曲では二番後半の歌詞が一部変っていたり、まだ歌を覚えていなかったために爆風スランプのマネージャーが歌詞を持っているところが映されている。

## 収録楽曲
1. 旅人よ 〜The Longest Journey
『進め!電波少年』猿岩石応援歌
作詞：サンプラザ中野　作曲：パッパラー河合　編曲：爆風スランプ/西脇辰弥
2. 健康優良児
作詞：サンプラザ中野　作曲：ファンキー末吉　編曲：爆風スランプ/西脇辰弥
3. 旅人よ 〜The Longest Journey（オリジナル・カラオケ）
作詞：サンプラザ中野　作曲：パッパラー河合　編曲：爆風スランプ/西脇辰弥
4. 旅人よ（仮）～猿岩石も感涙の、中野と河合がインドで歌ったアンプラグド・ヴァージョン from 電波少年GREAT2
作詞：サンプラザ中野　作曲：パッパラー河合

## 収録アルバム
- 怪物くん (#1,2)
- SINGLES (#1)
- 決定版!爆風スランプ大全集2 〜The Very Best Of パッパラー河合〜 (#1)